# Райенд, Алиде-Росалие Аугустовна
Алиде-Росалие Аугустовна Райенд (эст. Alide Rosalie Raiend; 1913—2004) — советский хозяйственный деятель, Герой Социалистического Труда.

## Биография
Родилась в 1913 году в Нарве. Член КПСС с 1940 года.
В 1928—1941 — ткачиха Нарвской суконной фабрики.
В 1941—1944 — ткачиха Ивановской суконной фабрики.
В 1944—1952 — рабочая Таллинского зернокомбината имени Кингисеппа.
В 1952—1983 — ткачиха таллинской фабрики «Кейла» Эстонского совнархоза / Министерства лёгкой промышленности Эстонской ССР.
Указом Президиума Верховного Совета СССР от 1 марта 1965 года присвоено звание Героя Социалистического Труда с вручением ордена Ленина и золотой медали «Серп и Молот».
Делегат XXII съезда КПСС.
Умерла в 2004 году в Таллине.

## Награды и звания
- Герой Социалистического Труда (1 ноября 1965)
- Орден Ленина (1 ноября 1965)
- Орден Знак Почёта (20 июля 1950, 6 декабря 1957)